# Championnat du monde masculin de curling 1960
Navigation
Édition précédente Édition suivante
Le Championnat du monde masculin de curling 1960 (nom officiel: Scotch Cup) est le 2e championnat du monde masculin de curling.

Il a été organisé à Falkirk en Écosse.

## Équipes
| Canada | Écosse |
| --- | --- |
| Civil Service CC, Regina, Saskatchewan Skip: Ernie Richardson Third: Arnold Richardson Second: Garnet Richardson Lead: Wes Richardson | Avondale Heather CC, Strathaven Skip: Hugh Nielson Third: Watson Yuill Second: Tom Yuill Lead: Andrew Wilson |

## Classement
| Pays   | Skip             | V | D |
| ------ | ---------------- | - | - |
| Canada | Ernie Richardson | 5 | 0 |
| Écosse | Hugh Nielson     | 0 | 5 |

*Légende: V = Victoire - D = Défaite

## Résultats

### Match 1
| Équipes             | 1 | 2 | 3 | 4 | 5 | 6 | 7 | 8 | 9 | 10 | Total |
| ------------------- | - | - | - | - | - | - | - | - | - | -- | ----- |
| Canada (Richardson) | – | – | – | – | – | – | – | – | – | –  | 11    |
| Écosse (Nielson)    | – | – | – | – | – | – | – | – | – | –  | 8     |

### Match 2
| Équipes             | 1 | 2 | 3 | 4 | 5 | 6 | 7 | 8 | 9 | 10 | Total |
| ------------------- | - | - | - | - | - | - | - | - | - | -- | ----- |
| Canada (Richardson) | – | – | – | – | – | – | – | – | – | –  | 14    |
| Écosse (Nielson)    | – | – | – | – | – | – | – | – | – | –  | 7     |

### Match 3
| Équipes             | 1 | 2 | 3 | 4 | 5 | 6 | 7 | 8 | 9 | 10 | Total |
| ------------------- | - | - | - | - | - | - | - | - | - | -- | ----- |
| Canada (Richardson) | – | – | – | – | – | – | – | – | – | –  | 9     |
| Écosse (Nielson)    | – | – | – | – | – | – | – | – | – | –  | 5     |

### Match 4
| Équipes             | 1 | 2 | 3 | 4 | 5 | 6 | 7 | 8 | 9 | 10 | Total |
| ------------------- | - | - | - | - | - | - | - | - | - | -- | ----- |
| Canada (Richardson) | – | – | – | – | – | – | – | – | – | –  | 8     |
| Écosse (Nielson)    | – | – | – | – | – | – | – | – | – | –  | 4     |

### Match 5
| Équipes             | 1 | 2 | 3 | 4 | 5 | 6 | 7 | 8 | 9 | 10 | Total |
| ------------------- | - | - | - | - | - | - | - | - | - | -- | ----- |
| Canada (Richardson) | – | – | – | – | – | – | – | – | – | –  | 16    |
| Écosse (Nielson)    | – | – | – | – | – | – | – | – | – | –  | 4     |

| Champion du monde de curling 1960 |
| --------------------------------- |
| Canada 2e titre                   |